# Miconia rupticalyx
Miconia rupticalyx är en tvåhjärtbladig växtart som beskrevs av John Julius Wurdack. Miconia rupticalyx ingår i släktet Miconia och familjen Melastomataceae. Inga underarter finns listade i Catalogue of Life.